# Обала Слоноваче на Светском првенству у атлетици на отвореном 2011.
Обала Слоноваче је учествовала на 13. Светском првенству у атлетици на отвореном 2011. одржаном у Тегуу од 27. августа до 4. септембра. Репрезентацију Обале Слоноваче представљало је двоје атлетичара (1 мушкарац и 1 жена) у 3 дисциплине (2 мушке и 1 женска). , 
На овом првенству Обала Слоноваче није освојила ниједну медаљу, нити је оборен неки национални и лични рекорд.

## Учесници
| Мушкарци: - Бен Јусеф Меите — 100 м и 200 м | Жене: - Казаи Сузан Крагбе — диск |  |

### Мушкарци
| Атлетичар       | Дисциплина | Лични рекорд    | Квалификације | Квалификације | Група        | Група      | Полуфинале           | Полуфинале           | Финале               | Финале       | Детаљи |
| Атлетичар       | Дисциплина | Лични рекорд    | Резултат      | Место         | Резултат     | Место      | Резултат             | Место                | Резултат             | Место        | Детаљи |
| --------------- | ---------- | --------------- | ------------- | ------------- | ------------ | ---------- | -------------------- | -------------------- | -------------------- | ------------ | ------ |
| Бен Јусеф Меите | 100 м      | 10,08           |               |               | 10,45 (-1,3) | 6. у гр. 4 | Није се квалификовао | Није се квалификовао | Није се квалификовао | 39 / 71 (73) |        |
| Бен Јусеф Меите | 200 м      | 20,37 (-0,2) НР |               |               | 20,97 (0,4)  | 5. у гр. 6 | Није се квалификовао | Није се квалификовао | Није се квалификовао | 33 / 53 (54) |        |

### Жене
| Атлетичарка        | Дисциплина   | Лични рекорд | Квалификације | Квалификације | Полуфинале            | Полуфинале            | Финале                | Финале       | Детаљи |
| Атлетичарка        | Дисциплина   | Лични рекорд | Резултат      | Место         | Резултат              | Место                 | Резултат              | Место        | Детаљи |
| ------------------ | ------------ | ------------ | ------------- | ------------- | --------------------- | --------------------- | --------------------- | ------------ | ------ |
| Казаи Сузан Крагбе | бацање диска | 57,98 НР     | 57,55 ЛРС     | 8. у гр. Б    | Није се квалификовала | Није се квалификовала | Није се квалификовала | 18 / 23 (24) |        |